# The Hours
The Hours è un film del 2002 diretto da Stephen Daldry.
Il soggetto è basato sul romanzo di Michael Cunningham, vincitore del premio Pulitzer Le ore. Per il difficile ruolo di Virginia Woolf, Nicole Kidman è stata premiata con l'Oscar alla miglior attrice. Anche le altre due protagoniste Meryl Streep e Julianne Moore hanno ottenuto importanti riconoscimenti. Moore è stata anche lei candidata all'Oscar mentre Streep è stata candidata al Golden Globe per la migliore attrice in un film drammatico e ai BAFTA. Tutte e tre le interpreti sono state premiate con l'Orso d'argento per la migliore attrice al Festival internazionale del cinema di Berlino.

## Trama
1941, Sussex: dopo avere lasciato una lettera al marito Leonard in cui dice di non potere più combattere contro la depressione, ringraziandolo per la felicità che le ha dato, la scrittrice britannica Virginia Woolf si suicida annegandosi nel fiume Ouse. Dopodiché la storia si divide in tre: la storia di un giorno nella vita di Virginia nel 1923; la storia di un giorno nella vita di Laura Brown, una casalinga infelice che aspetta un bambino, nel 1951; e la storia di una editor bisessuale, Clarissa Vaughan, che sta preparando una festa per il suo ex-amante Richard che sta per morire di AIDS, nel 2001.
1923, Richmond: Virginia si è stabilita a Richmond, sperando che l'aria di campagna le faccia passare gli esaurimenti nervosi con cui convive. Virginia soffre inoltre di disturbo bipolare dell’umore, e spesso si rivolge in modo acido al marito e alla servitù, in particolare alla cuoca Nelly Boxall. Virginia però si sente chiusa in quella casa in campagna: le manca Londra e vorrebbe tornare a viverci. Una mattina Virginia comincia a scrivere quello che diventerà uno dei suoi romanzi più famosi: La signora Dalloway. Nel pomeriggio Virginia riceve la visita di sua sorella Vanessa, ed esprime il suo disappunto per non essere stata invitata alla festa organizzata proprio da Vanessa. I due figli maschi di Vanessa, Quentin e Julian, ridono alle spalle di Virginia, che invece lega molto con la nipotina, la piccola Angelica, con cui ha una breve conversazione sul cosa succede quando si muore. Per Vanessa è ora di andarsene; Virginia e la sorella si salutano, e Virginia le chiede se riuscirà a guarire dal male con cui convive. Vanessa risponde di sì, e le due si baciano appassionatamente, per poi staccarsi in fretta e congedarsi. Virginia scappa dalla casa e va alla stazione dei treni, ma viene raggiunta da Leonard. Virginia e Leonard hanno una lunga discussione nella quale lei gli dice che non riesce a vivere in quella città e che vorrebbe tornare a Londra. Leonard, dopo un po' di incertezza, acconsente.
1951, Los Angeles: Laura Brown è una donna che vive col marito Dan e il figlio Richie. Laura è una donna infelice, e non vuole nemmeno avere il bambino che aspetta. Il marito la ama tanto, ma lei in fondo sa di non ricambiare il sentimento. L'unica cosa che la conforta è la lettura del romanzo La signora Dalloway. Quel giorno è il compleanno di Dan, e lei intende preparargli una torta, che però non riesce bene. Poco dopo Laura riceve la visita di Kitty, una vicina di casa molto amica di Laura nonostante siano molto diverse. Kitty inizialmente si dimostra molto tranquilla, ma poi scoppia in lacrime, perché nel pomeriggio dovrà essere operata all'utero poiché in esso è presente un'escrescenza che le impedisce di avere figli. Per calmare Kitty Laura la bacia sulle labbra molto brevemente. Kitty si ricompone e torna apparentemente tranquilla, e saluta Laura. Il destino di Kitty rimane ignoto allo spettatore. Laura non riesce più a sopportare questa vita e intende suicidarsi in un albergo, ma poi decide di continuare a vivere. Festeggia il compleanno del marito e solo dopo cena, mentre suo marito è a letto, si concede un pianto sconsolato.
2001, New York: Clarissa saluta la sua fidanzata Sally e va a comprare i fiori per Richard, suo ex amante ora malato di AIDS che la chiama ostinatamente " Signora Dalloway ". Clarissa va poi a trovare Richard, che la sera stessa riceverà un'onorificenza per il suo lavoro nel campo della letteratura. Richard, infatti, ha scritto molte poesie e un romanzo lunghissimo, ma molta gente giudica il romanzo negativamente; per questo Richard pensa di non meritare il premio. Clarissa torna a casa e riceve la visita di Louis Waters, l'ex-fidanzato di Richard, visita che getta Clarissa in un grande sconforto. Clarissa parla a sua figlia Julia del suo primo incontro con Richard e di come lo avesse amato tanto. Nel pomeriggio Clarissa va di nuovo da Richard, che confessa alla donna l'amore che ha sempre provato per lei, citando le parole che Virginia Woolf aveva scritto nella lettera d'addio per il marito, per poi gettarsi dalla finestra. Con la morte di Richard si scopre che egli era il primo figlio di Laura Brown, che dopo avere avuto il secondo bambino aveva lasciato la famiglia e si era trasferita in Canada. Un'anziana Laura Brown fa visita a Clarissa dicendole che le dispiace di avere abbandonato Richard, ma dice di non avere avuto altra scelta. Si era infatti trovata a scegliere se morire o vivere, e aveva scelto di vivere.
Il film finisce come è iniziato, ovvero con il suicidio di Virginia nel 1941. Mentre si immerge si sente la voce di Virginia pronunciare le frasi finali del film, rivolte a Leonard:

## Promozione

### Slogan promozionali
- «Three Different Women. Each Living a Lie.»
«Tre donne differenti. Ognuna vive una bugia.»
- «The Time to Hide is over. The Time to Regret is Gone. The Time to Live is Now.»
«Il tempo di nascondersi è finito. Il tempo di rimpiangere è andato. Il tempo di vivere è adesso.»

## Accoglienza

### Critica
Pino Farinotti, autore dell'omonimo dizionario di cinema, assegna al film due stelle, ammirandone l'ottimo montaggio e l'esecuzione fotografica, oltre alle eccellenti interpretazioni delle tre protagoniste, ma criticandone il ritmo lento.
Il giudizio del critico Stefano Lo Verme, tratto dal Morandini 2007, è di gran lunga positivo: egli passa infatti dall'elogio della sceneggiatura, capace di catturare l'interesse di qualsiasi spettatore, e dell'avvolgente colonna sonora di Philip Glass alla totale ammirazione del cast completo.

## Riconoscimenti
- 2003 - Premio Oscar
  - Miglior attrice protagonista a Nicole Kidman
  - Candidatura Miglior film a Scott Rudin e Robert Fox
  - Candidatura Migliore regia a Stephen Daldry
  - Candidatura Miglior attore non protagonista a Ed Harris
  - Candidatura Miglior attrice non protagonista a Julianne Moore
  - Candidatura Migliore sceneggiatura non originale a David Hare
  - Candidatura Migliori costumi a Ann Roth
  - Candidatura Miglior montaggio a Peter Boyle
  - Candidatura Miglior colonna sonora a Philip Glass
- 2003 - Golden Globe
  - Miglior film drammatico
  - Miglior attrice in un film drammatico a Nicole Kidman
  - Candidatura Migliore regia a Stephen Daldry
  - Candidatura Miglior attrice in un film drammatico a Meryl Streep
  - Candidatura Miglior attore non protagonista a Ed Harris
  - Candidatura Migliore sceneggiatura a David Hare
  - Candidatura Miglior colonna sonora a Philip Glass
- 2003 - Premio BAFTA
  - Miglior attrice protagonista a Nicole Kidman
  - Miglior colonna sonora a Philip Glass
  - Candidatura Miglior film a Scott Rudin e Robert Fox
  - Candidatura Miglior film britannico a Scott Rudin, Stephen Daldry e Robert Fox
  - Candidatura Migliore regia a Stephen Daldry
  - Candidatura Miglior attrice protagonista a Meryl Streep
  - Candidatura Miglior attore non protagonista a Ed Harris
  - Candidatura Miglior attrice non protagonista a Julianne Moore
  - Candidatura Migliore sceneggiatura non originale a David Hare
  - Candidatura Miglior montaggio a Peter Boyle
  - Candidatura Miglior trucco a Ivana Primorac, Conor O'Sullivan e Jo Allen
- 2003 - Screen Actors Guild Award
  - Candidatura Miglior cast
  - Candidatura Miglior attrice protagonista a Nicole Kidman
  - Candidatura Miglior attore non protagonista a Ed Harris
  - Candidatura Miglior attrice non protagonista a Julianne Moore
- 2003 - Festival internazionale del cinema di Berlino
  - Orso di cristallo a Stephen Daldry
  - Orso d'Argento per la migliore attrice a Nicole Kidman, Meryl Streep e Julianne Moore
  - Candidatura Orso d'oro a Stephen Daldry
- 2002 - Boston Society of Film Critics Award
  - Miglior attrice non protagonista a Toni Collette
  - Candidatura Miglior attore non protagonista a John C. Reilly
- 2003 - Chicago Film Critics Association Award
  - Candidatura Miglior attrice protagonista a Nicole Kidman
  - Candidatura Miglior attrice non protagonista a Julianne Moore
  - Candidatura Miglior colonna sonora a Philip Glass
- 2004 - Premio César
  - Candidatura Miglior film straniero a Stephen Daldry
- 2003 - David di Donatello
  - Candidatura Miglior film straniero a Stephen Daldry
- 2002 - Las Vegas Film Critics Society Award
  - Miglior attrice protagonista a Nicole Kidman
  - Miglior attore non protagonista a John C. Reilly
  - Candidatura Migliore attrice non protagonista a Julianne Moore
  - Candidatura Migliore attrice non protagonista a Meryl Streep
- 2002 - National Board of Review Award
  - Miglior film
  - Migliori dieci film
- 2002 - Satellite Award
  - Candidatura Miglior film drammatico
  - Candidatura Migliore regia a Stephen Daldry
  - Candidatura Miglior attrice in un film drammatico a Nicole Kidman
  - Candidatura Miglior attrice in un film drammatico a Meryl Streep
  - Candidatura Miglior attrice non protagonista in un film drammatico a Julianne Moore
- 2003 - Premio Amanda
  - Miglior film straniero a Stephen Daldry
- 2004 - Awards of the Japanese Academy
  - Candidatura Miglior film straniero
- 2003 - Critics' Choice Movie Award
  - Candidatura Miglior film
  - Candidatura Miglior attrice protagonista a Nicole Kidman
  - Candidatura Miglior cast
  - Candidatura Miglior colonna sonora a Philip Glass
- 2003 - Evening Standard British Film Awards
  - Miglior realizzazione tecnico-artistica a Seamus McGarvey
- 2003 - GLAAD Media Awards
  - Miglior film della grande distribuzione
- 2004 - Grammy Award
  - Candidatura Miglior colonna sonora a Philip Glass
- 2004 - London Critics Circle Film Awards
  - Sceneggiatore britannico dell'anno a David Hare
  - Candidatura Film dell'anno
  - Candidatura Film britannico dell'anno
  - Candidatura Regista britannico dell'anno a Stephen Daldry
  - Candidatura Attore dell'anno a Ed Harris
  - Candidatura Attore britannico non protagonista dell'anno a Stephen Dillane
- 2002 - Los Angeles Film Critics Association Award
  - Miglior attrice protagonista a Julianne Moore
  - Candidatura Miglior colonna sonora a Philip Glass
- 2002 - Phoenix Film Critics Society Awards
  - Candidatura Miglior attrice protagonista a Nicole Kidman
  - Candidatura Miglior attore giovane protagonista o non a Jack Rovello
  - Candidatura Miglior cast
  - Candidatura Miglior sceneggiatura non originale a David Hare
  - Candidatura Miglior trucco a Ivana Primorac, Conor O'Sullivan e Jo Allen
- 2004 - Guldbagge
  - Miglior film straniero
- 2004 - Premio Robert
  - Miglior film statunitense a Stephen Daldry
- 2002 - San Diego Film Critics Society Awards
  - Candidatura Miglior montaggio a Peter Boyle

- 2002 - Southeastern Film Critics Association Awards
  - Miglior film
  - Candidatura Miglior attrice protagonista a Nicole Kidman
  - Candidatura Miglior sceneggiatura originale a David Hare
- 2003 - AFI Awards
  - Film dell'anno
- 2003 - Eddie Award
  - Candidatura Miglior montaggio in un film drammatico a Peter Boyle
- 2003 - AACTA Award
  - Candidatura Miglior film straniero a Robert Fox e Scott Rudin
- 2004 - Premio Bodil
  - Candidatura Miglior film statunitense a Stephen Daldry
- 2003 - Artios Award
  - Miglior casting per un film drammatico a Daniel Swee
- 2003 - Dallas-Fort Worth Film Critics Association Awards
  - Candidatura Miglior film
  - Candidatura Miglior attrice protagonista a Nicole Kidman
  - Candidatura Miglior attore non protagonista a Ed Harris
- 2003 - DGA Award
  - Candidatura Miglior regia a Stephen Daldry
- 2003 - Film Critics Circle of Australia Awards
  - Candidatura Miglior film straniero in lingua inglese
- 2003 - German Film Awards
  - Miglior film straniero a Stephen Daldry
- 2003 - Golden Trailer Awards
  - Miglior film drammatico
  - Candidatura Miglior show
- 2004 - Guldbagge Award
  - Miglior film straniero
- 2003 - WGA Award
  - Miglior sceneggiatura non originale a David Hare
- 2003 - American Screenwriters Association
  - Candidatura Miglior sceneggiatura a David Hare
- 2003 - Art Directors Guild
  - Candidatura Miglior scenografia
- 2004 - Association of Polish Filmmakers Critics Awards
  - Miglior film straniero
- 2002 - Awards Circuit Community Awards
  - Miglior cast
  - Candidatura Miglior attrice protagonista a Nicole Kidman
  - Candidatura Miglior attrice protagonista a Meryl Streep
  - Candidatura Miglior attore non protagonista a Ed Harris
  - Candidatura Miglior attrice non protagonista a Julianne Moore
  - Candidatura Miglior sceneggiatura non originale a David Hare
  - Candidatura Miglior colonna sonora originale a Philip Glass
  - Candidatura Miglior montaggio a Scott Rudin e Robert Fox
- 2010 - CinEuphoria Awards
  - Migliori film del decennio a Stephen Daldry
- 2004 - Cinema Brazil Grand Prize
  - Candidatura Miglior film straniero
- 2004 - Cinema Writers Circle Awards
  - Candidatura Miglior film straniero
- 2002 - Golden Schmoes Awards
  - Candidatura Attrice dell'anno a Nicole Kidman
- 2003 - International Online Cinema Awards
  - Candidatura Miglior cast
- 2003 - Italian Online Movie Awards
  - Miglior attrice protagonista a Nicole Kidman
  - Miglior attore non protagonista a Ed Harris
  - Miglior attrice non protagonista a Julianne Moore
  - Miglior cast
- 2003 - L.A. Outfest
  - Miglior attrice protagonista a Meryl Streep
- 2003 - Online Film & Television Association
  - Candidatura Miglior film a Robert Fox e Scott Rudin
  - Candidatura Miglior attrice protagonista a Nicole Kidman
  - Candidatura Miglior attrice protagonista a Meryl Streep
  - Candidatura Miglior performance giovane a Jack Rovello
  - Candidatura Miglior cast
  - Candidatura Miglior sceneggiatura non originale a David Hare
  - Candidatura Miglior casting a Patsy Pollock e Daniel Swee
  - Candidatura Miglior colonna sonora originale a Philip Glass
  - Candidatura Miglior montaggio a Peter Boyle
  - Candidatura Miglior trucco e acconciature a Jo Allen, Caridad 'Cuqui' Collazo, Alan D'Angerio, Chris Lyons, Eva Polywka e Ivana Primorac
  - Candidatura Miglior website officiale
- 2003 - Russian Guild of Film Critics
  - Candidatura Miglior attrice straniera a Meryl Streep
- 2004 - Premi Sant Jordi
  - Miglior attrice straniera a Julianne Moore
  - Candidatura Miglior attrice straniera a Nicole Kidman
  - Candidatura Miglior attrice straniera a Meryl Streep
- 2002 - Seattle Film Critics Awards
  - Miglior sceneggiatura non originale a David Hare
  - Candidatura Miglior attrice protagonista a Nicole Kidman
- 2002 - Toronto Film Critics Association Awards
  - Candidatura Miglior sceneggiatura a David Hare
- 2003 - USC Scripter Awards
  - Miglior sceneggiatura a David Hare e Michael Cunningham
- 2002 - Utah Film Critics Association Awards
  - Candidatura Miglior regia a Stephen Daldry
  - Miglior attrice protagonista a Nicole Kidman
  - Candidatura Miglior attrice protagonista a Meryl Streep
  - Candidatura Miglior attrice non protagonista a Julianne Moore
- 2003 - Vancouver Film Critics Circle
  - Miglior film
  - Miglior regia a Stephen Daldry
  - Miglior attrice non protagonista a Toni Collette
  - Candidatura Miglior attrice protagonista a Nicole Kidman
  - Candidatura Miglior attrice protagonista a Meryl Streep
- 2003 - World Soundtrack Awards
  - Candidatura Colonna sonora originale dell'anno a Philip Glass
  - Candidatura Compositore dell'anno a Philip Glass

## Citazioni in altre opere
- La scena in cui Nicole Kidman si guarda allo specchio si ripete esattamente nel film Shrek 2 con la principessa Fiona.
- Nel film My Big Fat Independent Movie viene menzionato che Nicole Kidman vinse un Premio Oscar per The Hours parlando con un accento inglese.